# François Prume
François Prume (Stavelot, 3 juny de 1816 - Lieja, 14 de juliol de 1849), fou un violinista i compositor belga.
Va fer la seca carrera musical al Conservatori de Lieja i en el de París, i el 1833 aconseguí una plaça en el de Lieja. Recollí molts èxits en els seus viatges artístics arreu d'Alemanya, Països Baixos i França, però les seves xacres físiques l'obligaren a renunciar a l'art musical i als trenta anys i poc temps després quedà cec i va perdre la raó.
Entre les seves produccions cal mencionar Melancolie, per a violí, orquestra o piano; un Concert per a violí i orquestra, una Polonesa i diversos Estudis.